# 昭和永井中継局
昭和永井中継局（しょうわながいちゅうけいきょく）は、群馬県利根郡昭和村にあるテレビ中継局。

## 中継局

### デジタル放送
- 現時点では非該当である。そのため、沼田中継局や沼田沼須中継局を受信する。

### アナログ放送
| 放送局名          | チャンネル | 空中線電力          | ERP                  | 放送対象地域 | 放送区域内世帯数 | 偏波面   | 運用開始日      |
| GTV群馬テレビ     | 33ch       | 映像100mW /音声25mW | 映像440mW /音声110mW | 群馬県       | 約-世帯          | 垂直偏波 | 1976年 12月28日 |
| NHK東京教育テレビ | 35ch       | 映像100mW /音声25mW | 映像440mW /音声110mW | 全国         | 約-世帯          | 垂直偏波 | 1976年 12月28日 |
| NHK東京総合テレビ | 37ch       | 映像100mW /音声25mW | 映像440mW /音声110mW | 関東広域圏   | 約-世帯          | 垂直偏波 | 1976年 12月28日 |
| NTV日本テレビ     | 39ch       | 映像100mW /音声25mW | 映像440mW /音声110mW | 関東広域圏   | 約-世帯          | 垂直偏波 | 1976年 12月28日 |
| TBSTBSテレビ      | 41ch       | 映像100mW /音声25mW | 映像440mW /音声110mW | 関東広域圏   | 約-世帯          | 垂直偏波 | 1976年 12月28日 |
| CXフジテレビ      | 43ch       | 映像100mW /音声25mW | 映像440mW /音声110mW | 関東広域圏   | 約-世帯          | 垂直偏波 | 1976年 12月28日 |
| EXテレビ朝日      | 45ch       | 映像100mW /音声25mW | 映像440mW /音声110mW | 関東広域圏   | 約-世帯          | 垂直偏波 | 1976年 12月28日 |
| TXテレビ東京      | 47ch       | 映像100mW /音声25mW | 映像440mW /音声110mW | 関東広域圏   | 約-世帯          | 垂直偏波 | 1976年 12月28日 |

- 2011年7月24日正午をもって廃局となる。

## 置局住所
- 利根郡昭和村川額字永井（日向平）